# Башня дураков
Башня дураков (нем. Narrenturm, от нем. Narr — сумасшедший, нем. Turm — башня) — старейшая в континентальной Европе больница для душевнобольных. Здание находится в распоряжении Музея естествознания: там расположен патологоанатомический музей. Входит в кампус Венского университета. Из-за своей цилиндрической формы прозвана в народе Gugelhupf.

## Здание

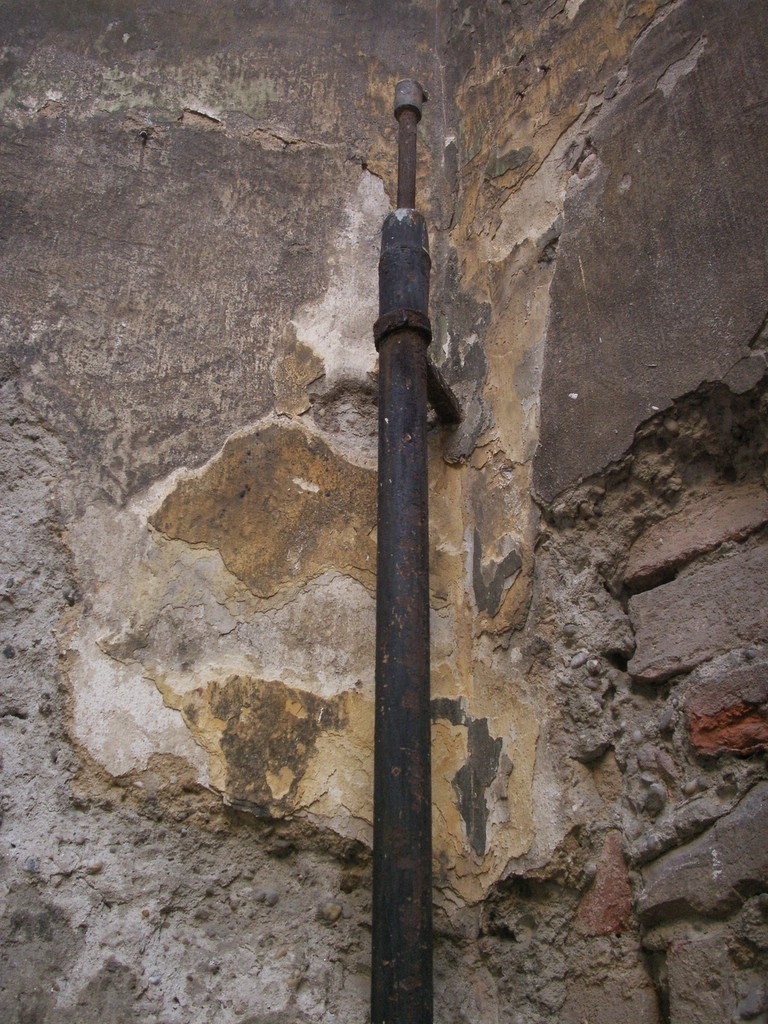
Остатки крепления громоотвода

Башня дураков представляет собой круглое пятиэтажное здание. На каждом этаже размещается 28 тесных комнат с узкими окнами, выходящими во двор или на улицу. Всего в больнице было представлено 139 одиночных палат. Каждая палата была площадью около 13 м² и выходила к сквозному центральному коридору, идущему по всему этажу. По коридору ходили служащие и врачи больницы. Комнаты располагались так, что даже с небольшим персоналом можно было легко контролировать и просматривать всех пациентов. Основавший лечебницу Иосиф II считал, что вода ухудшает состояние душевнобольных, поэтому здание не было подключено к существующему тогда в Вене водопроводу.
Среди пациентов преобладали солдаты, многие из которых, по сообщению современников, не были прикованы в своих комнатках, а сидели или бегали по коридору. Некоторые лежали в своих камерах, прикованные цепями к стенам. Многие путешественники рассматривали башню и её пациентов, отмечая, что всё это больше походит на тюрьму, чем на больницу.
На башне также имелся громоотвод. На данный момент сохранились два его крепления во внутреннем дворе. Иосифу II были знакомы работы Прокопа Дивиша и эксперименты по созданию машины для отвода молний из неба. Также в то время существовали предположения об излечивающих свойствах электричества. На момент создания громоотвод башни дураков был одним из первых в мире. Неясно, использовался ли он для лечения больных или для отвода молний.

## История

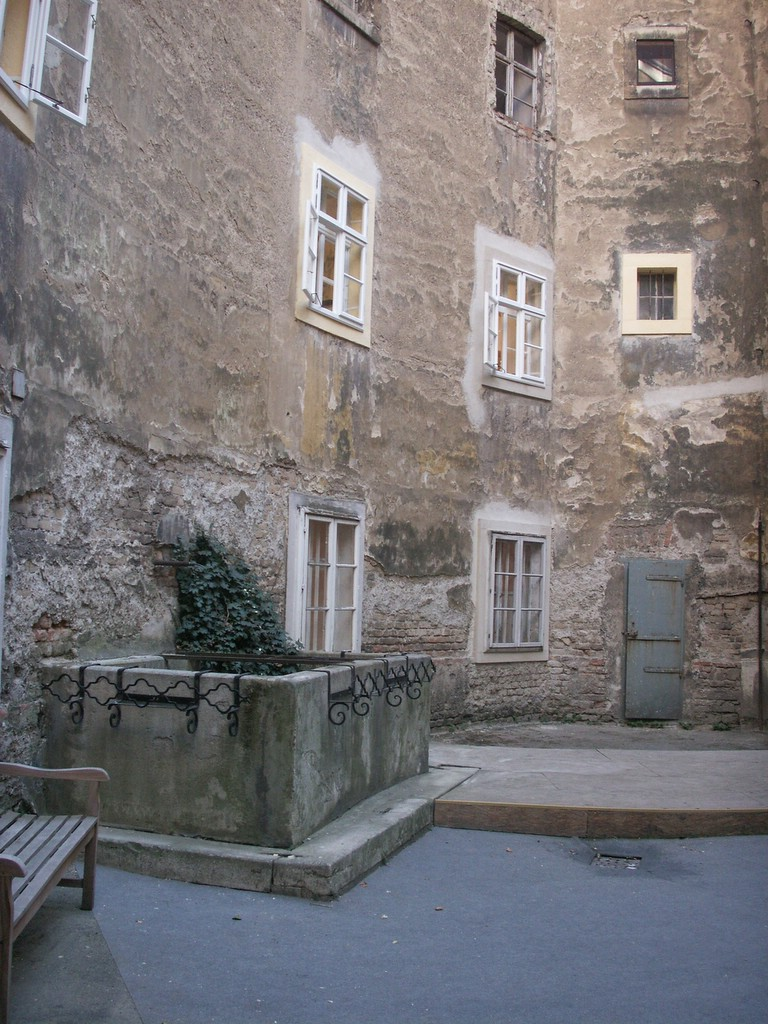
Внутренний двор

В 1784 году по приказу императора Иосифа II дом инвалидов, расположенный в районе Альзергрунд, был перестроен в крупнейшую и современнейшую больницу Европы того времени. Прообразом новой больницы послужил парижский Отель-Дьё. Больница была разделена на 3 основных отдела: собственно госпиталь, родильный отдел и психиатрическая больница. В скором времени психиатрическое отделение стало частным проектом императора, финансировавшимся отдельно из его личных средств.
В то время врачи различали три заболевания: меланхолия, помешательство и слабоумие. Для лечения использовались кровопускание, рвотные средства и другие способы регулирования соков организма.
Увлечение Иосифа алхимией и его принадлежность к масонской ложе и розенкрейцерам нашли отражение в архитектуре здания башни дураков. Башня представляет собой круглое пятиэтажное здание, имеющее в окружности 66 венских саженей. На каждом этаже располагается 28 комнат, а на крыше деревянный восьмиугольник, который император посещал несколько раз в неделю. В арабской традиции 66 — число бога, а в каббалистической традиции число 28 описывает бога, исцеляющего больных; также 28 дней длится месяц лунного календаря.
При жизни императора Иосифа, благоволившего психиатрической больнице, в палатах не было ни дверей, ни решёток. Больные могли спокойно перемещаться по башне. Буйные пациенты приковывались. В более поздние времена стали использоваться смирительные рубашки и кроватные ремни. После смерти императора вокруг башни была построена стена для защиты больных от зевак, любивших посмотреть на её обитателей. Врачи стали также ставить диагнозы паранойя, депрессия и мания, но самым частым диагнозом был Delirium tremens (белая горячка).
В 1852 году была открыта новая психиатрическая больница в Брюнлфельде, после чего в Башню дураков стали свозить только неизлечимых больных. В 1869 году само заведение было закрыто. Долгое время башня стояла пустой, пока в 1920 году в ней не разместили общежитие для медсестёр, работающих в центральной больнице Вены. Некоторое время башня также служила в качестве больничного склада, мастерской и места отдыха врачей. С 1971 года в ней располагается патологоанатомический музей, а само здание находится в собственности Венского университета. С 1 января 2012 года коллекция вошла в состав Музея естествознания Вены.